# Lis Brack-Bernsen
Pour les articles homonymes, voir Brack et Bernsen.
Lis Brack-Bernsen, née le 2 mars 1946 à Copenhague, est une mathématicienne danoise et suisse, historienne des sciences et historienne des mathématiques, connue pour ses travaux sur l'astronomie babylonienne. Elle est professeure émérite d'histoire des sciences à l'université de Ratisbonne. 

## Biographie
Brack-Bernsen est née à Copenhague. Elle passe un abitur mention mathématiques en 1964, puis s'inscrit à l'université de Copenhague où elle fait des études de mathématiques, de physique, d'histoire des mathématiques et d'astronomie. Elle obtient un diplôme en mathématiques avec une mineure en physique en 1970, sous la direction d'Olaf Schmidt et réalise son doctorat d'histoire des mathématiques sur l'astronomie maya et le site archéologique de Tikal, en 1974 à l'université de Bâle, avec une thèse intitulée Die Basler Mayatafeln: astronomische Deutung der Inschriften auf den Türstürzen 2 und 3 aus Tempel IV in Tikal. 
Elle est chargée d'enseignement à l'Institut de mathématiques de l'université de Copenhague de 1974 à 1975, puis elle est chercheuse, à l'université d'État de New York à Stony Brook de 1975 à 1977, à l'université de Grenoble en 1977-1978 et à Ratisbonne en 1979. 
En 1997, elle présente un mémoire d'habilitation universitaire sur l'astronomie babylonienne, à l'université de Francfort. Elle est privat-docent  à l'université de Francfort (1997-1999) puis à un poste équivalent à l'université de Ratisbonne où elle est nommée professeure d'histoire des sciences en 2006. Elle devient professeure émérite en 2010.
Elle a été membre du comité de rédaction de la revue d'histoire des sciences Centaurus.

## Publications
- Die Basler Mayatafeln: Astronomische Deutung der Inschriften auf den Türstürzen 2 und 3 aus Tempel IV in Tikal, Bâle, Birkhäuser, 1976.
- Zur Entstehung der Babylonischen Mondtheorie: Beobachtung und theoretische Berechnung von Mondphasen, Boethius 40, Stuttgart, Franz Steiner, 1997.
- Lis Brack-Bernsen et Matthias Brack, « Analyzing shell structure from Babylonian and modern times », International Journal of Modern Physics E, vol. 13, no 1,‎ 2004, p. 247 (DOI 10.1142/S0218301304002028, Bibcode 2004IJMPE..13..247B, arXiv physics/0310126)

## Distinctions
- 2009 : membre de l'Académie des sciences Léopoldina[3]